# Оскар Касановас
Оскар Касановас (ісп. Oscar Casanovas; 15 травня 1914 — 1987) — аргентинський боксер, олімпійський чемпіон 1936 року.

## Аматорська кар'єра
Олімпійські ігри 1936
- 1/8 фіналу. Переміг Аке Карлссона (Фінляндія)
- 1/4 фіналу. Переміг Александра Полуса (Польща)
- 1/2 фіналу. Переміг Дежо Фрідьєса (Угорщина)
- Фінал. Переміг Чарльз Каттералля (Південно-Африканська Республіка)